# Hypnum subinstratum
Hypnum subinstratum là một loài Rêu trong họ Hypnaceae. Loài này được (Besch.) Müll. Hal. mô tả khoa học đầu tiên năm 1875.